# Journal de physique, de chimie, d'histoire naturelle et des arts
Le Journal de physique, de chimie, d'histoire naturelle et des arts est une revue scientifique française créée dans les années 1770. Il s'intéresse notamment aux questions de physique, chimie, histoire naturelle, médecine, arts, agriculture et botanique.

## Histoire
Ce journal est d'abord connu sous le nom de Journal de l'Abbé Rozier, ou Journal de Physique de l'Abbé Rozier (car François Rozier (1734-1793), en a été le directeur de publication de 1771 à 1779, mais il sera secondé par Mongez, dont le nom apparaîtra dans le titre en 1778).
Durant 5 ans, de 1780 à 1785 Mongez dirigera seul le journal.
Jean-Claude Delamétherie en assure l'édition à partir de 1785 (le journal est alors parfois dénommé Journal de La Métherie). 
À la mort de Delamétherie (en 1817), Henri-Marie Ducrotay de Blainville lui succède à la tête du journal de 1817 à 1823. 
Le journal a été parfois publié sous le nom de Journal de physique, de chimie et d'histoire naturelle mais d'autres variantes historiques du titre sont :
- Tableau du travail annuel de toutes les Académies de l'Europe, ou Observations sur la physique, sur l'histoire naturelle et sur les arts et métiers
- Tableau du travail annuel de toutes les Académies de l'Europe
- Observations et mémoires sur la physique, sur l'histoire naturelle et sur les arts et métiers
- Journal de physique

## Éditeurs
Les adresses de publication sont d'abord Paris : Ruault, en 1772 ; puis Paris : Panckoucke, en 1773, puis à nouveau Paris : Ruault pour la période 1774-1778, puis Paris : Cuchet début 1779. À partir de 1779, le journal est ensuite édité par le Bureau du Journal de physique de Paris (1779-1788), puis également à Londres pour la période 1789-1793.